# Ипрский выступ
Ипрский выступ — местность в окрестностях бельгийского города Ипр, известная тяжелейшими сражениями Первой мировой войны.

## Географические условия
Местность характеризуется как обширная низменность (марши) с редкими возвышенностями, которая раскинулась по обе стороны французско-бельгийской границы между Северным морем и левым притоком Шельды — Лисом. Вдоль морского берега протянулись песчаные дюны, соединённые плотинами для защиты маршей от наводнений, в маршах же построена сеть осушительных каналов. Возле Ипра, между Лисом и Изером находится цепь холмов, которая называется Ипрской возвышенностью. Местность труднопроходимая, в плохие сезоны передвижение возможно только по дорогам, построенным на насыпях.

## Начало войны
Целью плана Шлиффена был прорыв в Бельгию с целью обойти линию обороны французской армии. Однако они натолкнулись на сопротивление бельгийской и французской армий. С 8 по 19 октября 1914 года во Фландрию был переброшена английская экспедиционная армия в составе 5 корпусов. 14 октября передовые части подошли к Ипру.
На правом берегу Изера, между Ньюпором и Диксмюндом, держала оборону бельгийская армия в составе 6 пехотных и двух артиллерийских дивизий, в которых было 60000 человек. 22 октября германские войска форсировали Изер и закрепились на левом берегу. Тогда по приказу короля Бельгии Альберта I 27 октября во время прилива были открыты шлюзы и морская вода затопила пространство от Ньюпора до Диксмюнда.

## Первая газовая атака
В апреле 1915 года немецкие войска впервые в истории человечества применили химическое оружие. В результате этой атаки 5 тыс. британских и французских солдат были смертельно отравлены, а ещё 10 тыс. получили тяжелые отравления.